# Ussita
Ussita és una localitat i comune italiana de la província de Macerata, regió de les Marques, amb 437 habitants.

## Evolució demogràfica
| Gràfica d'evolució de Ussita entre 1861 i 2.001 |
|                                                 |
| Font ISTAT - elaboració gràfica de Wikipedia    |